# Palpita illibalis
Palpita illibalis is een vlinder uit de familie van de grasmotten (Crambidae), uit de onderfamilie van de Spilomelinae. De wetenschappelijke naam van deze soort is voor het eerst voorgesteld als Hapalia illibalis door Jacob Hübner in een publicatie uit 1818.
De soort komt voor in het zuidoosten van de Verenigde Staten.